# 香港利物浦球迷俱樂部
香港利物浦官方球迷會（简称OLSCHKSAR，前稱），於1999年7月成立。
香港利物浦球迷會於2003年7月經利物浦認可成為香港官方球迷會之一、同時亦更改英文名稱，目前擁有會員近一千人，是香港最俱規模的球迷會組織。 
球迷會每年均会举办睇波、足球竞技等活动，亦會協助會員購買利物浦主場球賽門票。同時，球迷會設有網頁供會員交流訊息。

## 事件

### 2003年利物浦訪港
利物浦於2003年7月25日至7月28日訪問香港期間，球迷會舉行了多項活動接觸球隊。
- 機場迎接

球迷會於7月25日組織了近三十名會員迎接球隊，並且製作了「Welcome to HongKong」（歡迎來到香港）巨型橫額。
- 與香港隊作賽

利物浦於7月27日與香港隊於大球場比賽，該場比賽利物浦以六比零擊敗香港隊。而球迷會則組織了約三百名球迷到東看台為利物浦打氣。
另外，球迷會部分會員亦於訪港期間全程追蹤球星。

### 2005年歐聯祝捷
球迷會曾於2005年6月5日舉行了巴士巡遊以及慶功晚宴，以慶祝利物浦五次奪得歐洲聯賽冠軍盃；為利物浦官方網頁、雜誌所報導。
球迷會租用了三架雙層無篷巴士，巡遊途經中環、銅鑼灣及油尖旺，歷時三小時、共有一百一十二人參加。

### 2007年歐聯決賽
利物浦再度打入2007年歐洲聯賽冠軍盃決賽，球迷會亦有舉辦相當活動。
- 炒賣決賽門票

歐聯賽會並沒有把門票預留給球迷會，但其網站卻出現了一段有門票出售的告示，因而被指涉嫌炒賣歐洲聯賽冠軍盃決賽球票，價格高達港幣1800元。
- 觀看球賽直播

5月23日歐洲聯賽冠軍盃決賽當晚，球迷會在維多利亞公園晚上舉行誓師大會，並於其後觀看球賽。

### 2007年利物浦訪港
二零零七年英超亞洲挑戰盃於七月底在香港舉行，利物浦為參與球隊之一；球迷會亦進行了多項活動讓球迷接近球隊。
- 現場觀看球賽

球迷會成功向英超聯賽會爭取數百香港大球場第110段的座位門票，並於球賽進行期間帶領球迷打氣；另外，球迷會亦安排該段座的會員舉牌砌字為打氣。
- 接觸球星

除了觀看球賽之外，球迷會亦成功爭取會員近距離接觸球星的機會。在朗豪坊的簽名會、汽車廣場的足球活動等，均安排了特別位置供會員接觸球星。

## 外部連結
- 香港利物浦球迷俱樂部 （页面存档备份，存于）